# Капур, Радж
Ранби́р Радж Капу́р (хинди राज कपूर, англ. Raj Kapoor; 14 декабря 1924, Пешавар — 2 июня 1988, Дели) — индийский режиссёр, продюсер, актёр театра и кино. Приобрёл известность благодаря романтическим кинолентам с социальным звучанием. На родине Радж Капур собрал все существующие награды и регалии и продолжает получать их по сей день посмертно. Известен как «индийский Чарли Чаплин», «отец индийского кино» и «легендарный шоумен». В Советском Союзе был известен как «товарищ Бродяга». Самый видный представитель династии Капуров, работающей в кино на хинди с конца 1920-х годов.

## Биография
Ранбир Радж Капур родился 14 декабря 1924 года в семейном имении в Пешаваре (ныне провинция Хайбер-Пахтунхва, Пакистан) в семье выдающегося актёра и театрального деятеля Притхвираджа Капура и его жены Рамы (в девичестве Рамсарни Мехра). Свою первую роль в кино в фильме «Революция» Радж сыграл в 1935 году в возрасте одиннадцати лет.
С детства он играл на школьной театральной сцене, участвовал в конкурсах и получал призы за декламацию, ставил домашние спектакли для родственников и друзей. Впоследствии эти увлечения нашли отражение в автобиографическом фильме «Испепеляющая страсть». Однако мечтой Раджа было кино. Не получив даже аттестат зрелости (не сдал латынь на выпускном экзамене), он с юношеских лет начал работать ассистентом режиссёра на студии Bombay Talkies («Бомбей токиз») и на практике освоил основные кинематографические специальности, одновременно изучая достижения западного кино. С 1944 года Радж работал в театре своего отца (Prithvi Theatre) ассистентом режиссёра, а также актёром, проявив способности к импровизации, эмоциональность, темперамент и музыкальность в спектаклях «Стена» и «Патан». Его заметили продюсеры, и с 1946 года он начал активно сниматься («Вальмики», 1946, «Голубой лотос», 1947, реж. Кидар Шарма).

## Карьера

### Первый опыт
Переломный для Индии 1947 год стал переломным и в судьбе Раджа Капура: сбылась его мечта о кинорежиссуре. Сыграв в 1947 году четыре главных роли, он вложил заработанные средства в создание своего первого фильма «Испепеляющая страсть». В этом фильме о начинающем театральном режиссёре проявилось много характерных, как с технической, так и содержательной точки зрения, элементов будущих картин Капура: контрастная черно-белая съёмка с игрой света и тени, автобиографические штрихи, философия подлинной и фальшивой красоты, тема истинного предназначения художника. С этого фильма началось и сотрудничество Раджа Капура с актрисой Наргис (впоследствии они снялись вместе в 16 фильмах).
Несмотря на скромный успех первого фильма, Радж Капур основал в 1948 году собственную студию R.K. Films («Р. К. Филмз») и приступил к созданию крупномасштабной картины «Сезон дождей», с которой началась его неувядающая режиссёрская слава. В те времена Радж Капур был самым молодым режиссёром в Индии и, возможно, во всем мире. Успеху фильма «Сезон дождей» способствовало сотрудничество молодого режиссёра-энтузиаста с целой группой талантливых, творческих людей, заложившее начало формированию «команды Капура». Особенности индийского мировосприятия и культурная традиция требовали особого внимания к музыкальному ряду картины. Сотрудничество с лучшими композиторами и собственная музыкальная одаренность Капура отныне и навсегда сделали исключительно качественную музыку фирменной стороной фильмов, выходивших под флагом «Р. К. Филмз». Саундтрек фильма «Сезон дождей», созданный новым композиторским дуэтом Шанкар—Джайкишан, остается одним из лучших в истории индийского кино. В том же году индийские кинозрители смогли насладиться и блистательным выступлением актёрского трио Радж Капур — Наргис — Дилип Кумар (единственный общий фильм двух легендарных актёров) в фильме Мехбуба Хана  «Репутация».
В большинстве своих ранних фильмов Капур был не только режиссёром и продюсером, но и исполнителем главной роли. В фильме «Сезон дождей» его романтический дуэт с Наргис отличался необычной для индийского кино того времени интенсивностью, эмоциональным напряжением и естественностью (шёпот, интимные интонации, спонтанные жесты). Один из кадров с Раджем и Наргис даже лег в основу символической эмблемы (логотипа) «Р. К. Филмз», изображающей Художника и его Музу. В одной руке Художник держит скрипку, другой обнимает красиво изогнувшуюся девушку. В несколько видоизмененном виде этот логотип сохранялся в течение десятилетий во всех фильмах студии, в том числе в тех, которые были созданы сыновьями Раджа Капура после смерти отца. Прекрасная музыка, напряжённый сюжет, исключительный, экспрессионистский визуальный ряд и харизматичные молодые герои принесли фильму оглушительный успех.
Пятидесятые годы раздвинули границы капуровской славы и окружили его любовью зрителей. Как актёр, в это десятилетие он неизменно входил в тройку лучших, составляя, вместе с Дилипом Кумаром и Девом Анандом, знаменитый актёрский «триумвират» Бомбейской киноиндустрии. Несмотря на режиссёрское призвание и успех, он по-прежнему много снимался, в том числе для того, чтобы иметь средства для создания собственных фильмов. Это обстоятельство не должно умалять того факта, что он был выдающимся актёром, способным быть искренним, естественным, подвижным и пластичным перед камерой, обладающим широким диапазоном выразительных средств, от гротеска и клоунады до умения передавать тончайшие эмоциональные нюансы одними глазами или улыбкой. Однако, за несколькими важными исключениями «Бодрствуйте!» (1956), «И снова будет утро» (1958), «Простофиля» (1959), «Третья клятва» (1966) лучшие роли сыграны им в фильмах Раджа Капура-режиссёра. Это относится, прежде всего, к знаменитым фильмам «Бродяга» (1951, фильм был участником основной программы Каннского фестиваля 1953 года) и «Господин 420» (1955), в которых был создан классический образ обаятельного «бродяги» Раджа, или Раджу, человека из городских социальных низов, который проходит через невзгоды и испытания, но сохраняет «золотое сердце» и не теряет оптимизм ни при каких обстоятельствах. Этот навеянный Чарли Чаплином образ стал самой известной актёрской маской Раджа Капура. Последний раз Капур надел её в своем opus magnum — четырёхчасовом исповедальном фильме «Моё имя — Клоун» (1970), создание которого отняло у него около шести лет.
Ленты Капура, сочетавшие, казалось бы, несочетаемое: лирику, романтику, фольклор, мифологию, пафос, юмор, реализм и социальную критику, завоевали популярность не только в Индии и соседних странах Южной Азии, но и в Иране, Турции, арабских странах, КНР, странах Восточной Европы и Юго-Восточной Азии. Для жителей этих стран Радж Капур стал образом и символом, «знаменосцем» и «послом» пост-колониальной, нерувианской Индии. Однако наиболее оглушительный, феноменальный успех Капур имел у советского зрителя, надолго став самым популярным зарубежным актёром и едва ли не самым популярным индийцем в СССР. Многие фильмы «Р. К. Филмз», такие как «Бродяга», «Чистильщики обуви», «Господин 420», «Бодрствуйте!» и «Страна, в которой течёт Ганг» (1960), отличаются повышенным вниманием к этической и социальной тематике, на них лежит печать эпохи нерувианского социализма. Многие из них отражают не только идеалистические взгляды молодого Капура, но и марксистские взгляды автора большинства сценариев — писателя Ходжи Ахмеда Аббаса.
Вместе с тем шестнадцать фильмов, в которых в течение 1947—1956 годов молодой Радж Капур сыграл вместе с Наргис, сделали их лучшей романтической парой индийского кино, равной которой по искре и искренности экранного присутствия с тех пор так и не появилось. Пару отличала такая сыгранность, взаимопонимание и обоюдный магнетизм, что зрители не могли понять, где кончается экранная жизнь и начинается настоящая. Благодаря Наргис, даже прославленные «социальные» фильмы — «Бродяга» и «Господин 420» — смотрелись как романтические картины о великой любви, и любовь была в них тем якорем, который не давал потонуть молодому герою, и тем маяком, к свету которого он стремился в беспросветной тьме бедности и несчастья. Чистая, светлая любовь была философией и этосом Капура и придавала его социальным фильмам индивидуальную, человечную окраску. Героиня этих фильмов была, как правило, не традиционной «женщиной при мужчине», а яркой, сильной, самостоятельной и цельной личностью, способной сыграть в судьбе героя поворотную роль, прийти на помощь в самую трудную минуту. Символическим является в этом смысле появление Наргис в конце выдающегося фильма «Бодрствуйте!», где именно она оказывается тем единственным человеком, который дает воды измученному жаждой герою этой притчи. Яркое представление о романтической паре Раджа и Наргис дают популярные песни из их фильмов, в которых великолепно передаются разные эмоциональные оттенки любовных отношений: Mujhe Kisi Se Pyaar Ho Gaya, Meri Aankhon Me Bas Gaya (обе — «Сезон дождей»), Dam Bhar Jo Udhar Munh Pere («Бродяга»), Jane Na Nazar («Дыхание любви»), Yeh Raat Bheegi Bheegi, Aaja Sanam Madhur Chandani (обе — «Тайком от всех») и многие другие, а также новаторская сцена сна героя из фильма «Бродяга». По-своему пророческой стала знаменитая песня Pyar Hua Iqrar Hua («Господин 420»), или «песня под зонтом», в которой счастливые влюбленные поют о тех временах, когда их уже не будет, но останутся их «потомки» (Радж Капур называл Наргис «матерью своих фильмов»), а будущие поколения будут петь их любовные песни. В 1957 году творческий союз Раджа Капура и Наргис распался: она начала сниматься в масштабном фильме Мехбуба Кхана «Мать Индия», который стал вершиной её карьеры, а вслед за этим вышла замуж и практически оставила кино.

### После ухода Наргис
После расставания с Наргис Капур взял вынужденную творческую паузу и в течение нескольких лет не занимался режиссурой. В это время он много снимался: на разных студиях, с разными партнёршами, у разных режиссёров, в фильмах различных жанров, имевших разный успех у публики и критиков. Так, с актрисой трагического плана Миной Кумари он снялся в трагедии «Шарада» (1957), а затем в социальной драме «Четыре сердца, четыре дороги» (1959), с Малой Синха — в мелодрамах «Воспитание» (1958) и «Игры судьбы» (1959), с прославленной Мадхубалой, с которой вместе он когда-то дебютировал в картине 1947 года «Голубой дотос», — в ярком масала-фильме «Два хозяина» (1959). В этих картинах его актёрский потенциал и харизма использовались не в полной мере, хотя ни одну из ролей нельзя назвать провальной. К этому периоду относятся два фильма, входящих в «золотую десятку» капуровских актёрских работ: «И снова будет утро» (1958) и «Простофиля» (1959). Сюжет первого из этих фильмов восходит к Преступлению и наказанию Достоевского, так как его герой, обыкновенный молодой человек из городских низов, образованный, но бедный и не имеющий особых надежд на будущее, почти случайно становится убийцей. Фильм исследует психологию героя, которого преследует не только полиция, но и собственная совесть. Роли такой психологической глубины Раджу Капуру не приходилось играть прежде, и он справился с нею исключительно хорошо. Серьёзности фильма соответствовали и тексты песен, автором которых был выдающийся поэт Сахир Лудхианви. Достойной партнёршей Капура была в этом фильме Мала Синха. Фильм остается одной из немногих экранизаций Достоевского в Индии. В картине «Простофиля» Капур играл реинкарнацию своего почти фольклорного «бродяги», простака с пустыми карманами и золотым сердцем, который влюбляется в богатую девушку (Нутан), не подозревая о том, что она богата; особый шарм фильму придавала трогательная линия взаимоотношений Раджа с его названой матерью в исполнении Лалиты Павар. Фильм имел большой кассовый успех и был отмечен наградами. Успешный дуэт с Нутан был продолжен в ряде других картин («Мошенник», 1960; «Свадьба моей любимой», 1963).
В 1960 году киностудия «Р. К. Филмз» выпустила новый фильм: ленту «Страна, в которой течёт Ганг», поднимающую сложную патриотическую тему. Радж Капур выступил на этой картине продюсером и исполнителем главной роли, а режиссёром фильма в титрах назван оператор Радху Кармакар. Каким было реальное участие Капура в постановке фильма, сказать трудно (это относится и к ряду других картин «Р. К. Филмз», в которых Капур был продюсером), однако в фильме виден его персональный стиль. Интервью Капура, предшествовавшие выходу фильма, говорят о том, что этот фильм — такая же авторская работа Капура, как и его предыдущие фильмы. Фильм является своеобразным мостом между черно-белыми «винтажными» фильмами Капура сороковых и пятидесятых годов и широкомасштабными цветными полотнами шестидесятых-восьмидесятых. Простаку-Раджу, герою этой истории, приходится решать уже не столько личные проблемы, сколько проблемы целого «народа» (народом в данном случае выступает племя разбойников, в плен к которым попадает герой), и он успешно справляется с этой задачей. Героиню этого фильма играла актриса южной школы, высокопрофессиональная танцовщица Падмини, темпераментный и чувственный образ которой резко контрастировал с элегантной утонченностью Наргис.
Следующий фильм Капура — «Сангам» (1964) — был знаковым во многом. Это был первый цветной фильм сорокалетнего режиссёра, и его цветовое решение было продумано до мелочей. Но не только это сыграло роль в том, что фильм не сходил с экранов кинотеатров целый год и побил все кассовые рекорды. На этом фильме Капур впервые отошёл от социальных проблем и сосредоточился на делах семейных; драма троих друзей, связанных и измученных любовью, страстью, ревностью, дружбой и взаимной преданностью, оказалась очень правдивой и «жизненной». Эмоционально насыщенная мелодрама, украшенная прекрасной музыкой и визуальным пиршеством — роскошными съёмками в Европе, оборачивается к концу реальной трагедией тотального непонимания и одиночества. Радж Капур играет в нём очень неоднозначную роль хорошего и искреннего человека, терзаемого внутренними демонами. Фильм отличается тонкостью и беспощадностью психологического анализа, многослоен, содержит значимые символические нюансы. Он стал следствием пережитого режиссёром «кризиса среднего возраста» и предназначен скорее взрослой аудитории, ровесникам режиссёра. Партнёршей Капура в фильме «Сангам» стала актриса южной танцевальной школы — Виджаянтимала, которая под руководством Капура смогла «выдать» драматическое исполнение сложной роли.
После огромного успеха «Сангама» Радж Капур сосредоточился на работе над фильмом, который называют его magnum opus — главным творением его жизни. Речь идет об отнявшей шесть лет жизни, много сил и нервов четырёхчасовой картине «Моё имя Клоун», состоящей из трёх частей с тремя разными героинями. Пока шла работа над фильмом, Радж Капур продолжал сниматься в кино. Такова специфика Болливуда: гениальный режиссёр с мировым именем был вынужден зарабатывать деньги на собственный фильм как актёр, занятый на съемочных площадках других режиссёров (в работу которых он никаким образом не вмешивался). Чаще всего эти режиссёры эксплуатировали давно найденный образ «милого простофили», который к середине шестидесятых перестал удовлетворять зрителя, переключившегося на новых героев — более успешных и менее рефлектирующих. Из этих цветных и ярких картин («Преступление и…», «Вокруг света») можно выделить фильм «Продавец мечты» (1967), во-первых, потому, что в нём Радж Капур (которому к тому времени было уже слегка за сорок) сыграл в паре с будущей мегазвездой семидесятых, юной dream girl Хемой Малини, положив начало её карьере в кино, а, во-вторых, потому, что Радж Капур сменил образ простофили на образ волшебника — гораздо более соответствовавший ему по жизни.
В это же время, в 1966 году, Радж снялся в фильме «Третья клятва», продюсером которого выступил его друг и соратник, поэт Шайлендра. Этот фильм занимает совершенно особое место в актёрском послужном списке Капура, который снимался в нём без гонорара — из дружеских чувств к Шайлендре и ради достижения высокой художественной цели. И это ему удалось: фильм, поставленный бенгальским режиссёром Басу Бхаттачария по рассказу Mare Gaye Gulfam индийского писателя (хинди) Пханишварнатха Рену, называют «поэмой на целлулоиде». Фильм справедливо заслужил национальные награды и был представлен на международных фестивалях, а игра Капура в нём признана одной из самых сияющих вершин его актёрской биографии. В этом фильме, как и в более ранних картинах «Бодрствуйте!» и «И снова будет утро», Радж Капур в очередной раз показал всю мощь своего актёрского дарования за рамками привычных для широкого зрителя образов.
В центре повествования фильма «Моё имя — Клоун» (1970) — одинокий человек, клоун Раджу, который на наших глазах проходит путь от отрочества до старости, многое теряя и мало что приобретая на этом пути. Сложно задуманная, мощно исполненная, но перенасыщенная (по меркам индийского кино) саморефлексией картина не была принята массовым зрителем, так как не соответствовала шаблонам «семейного» кино, романтической комедии или мелодрамы. Её драматическая и трагическая сила оказалась не по плечу индийскому зрителю, в результате чего фильм с треском провалился в прокате, поставив Раджа Капура на грань банкротства и нанеся ему серьёзную душевную травму.

### Режиссёрские шедевры
Финансовые потери были компенсированы достаточно скоро благодаря оглушительному успеху следующей режиссёрской работы Капура — подросткового романса о влюбленных — «Бобби» (1973), хотя душевная рана лишь затянулась и мучила Капура до конца его дней (в наши дни фильм «Моё имя Клоун», явно опередивший своё время, пользуется популярностью и наибольшей известностью среди всех творений режиссёра, уступая, может быть, лишь «Бродяге»). В успехе картины «Бобби», автором сценария которой выступил старый товарищ режиссёра писатель Ходжа Ахмад Аббас, а в возрастных ролях отцов, выступающих против брака молодых людей, разделённых социальным положением и принадлежностью к разным религиозным общинам, снялись друзья режиссёра Пран и Премнатх, решающую роль сыграли «свежесть» красивой юной пары Риши Капур — Димпл Кападия, смелые решения мизансцен, энергичная музыка. Фильм стал законодателем молодёжной моды, а также моды на подростковую тематику в болливудском кино. «Бобби» безусловно понравился зрителям, однако критики увидели в нём чисто развлекательный «болливудский» фильм без особой социальной подоплёки и философской нагрузки. Радж Капур выдержал критику весьма достойно и начал готовиться к осуществлению другого давнего замысла (перекликающегося с самым первым фильмом режиссёра, «Огонь») — философской картине «Истина, любовь и красота» (1978). Эта картина отражает новые размышления автора по поводу старой темы противостояния внутренней и внешней красоты, начатой первым фильмом Капура «Огонь» тридцать лет назад. Новаторская по форме, глубокая по содержанию, яркая и запоминающаяся «психоделическая» картина не выдержала испытания привередливой зрительской аудиторией своего времени, так как, очевидно, намного это время опережала. Зрителю не понравились слишком откровенные эротические мотивы и образы (особенно образ главной героини в исполнении Зинат Аман, для которой роль Рупы стала лучшей в карьере), заслонившие собой как интересные мысли и образы, так и мощный, предполагающий катарсис, финал. Этот провалившийся в прокате экстраординарный фильм, как и другие фильмы Капура, теперь признан классикой индийского кино.
Два его следующих фильма, «Любовный недуг» (1982) и «Ганг, твои воды замутились» (1985), стали блокбастерами и лидерами проката. Как и все прочие фильмы Капура, они касались сложных тем и имели непростое художественное решение (хотя и не такое сложное, как в картинах «Моё имя Клоун» и «Истина, любовь и красота»). Первый из них был посвящён теме повторного брака вдовы (традиционно запрещенного в индуизме), то есть, по сути, боролся с косностью бесчеловечных традиций. Второй фильм рассказывал о судьбе горской девушки Ганги, чья судьба была искалечена злым и беспощадным миром, что аллегорически перекликалось с «судьбой» реальной Ганги — великой реки Ганг — чистой в горах и невероятно грязной в нижнем течении. Как и в двух предыдущих фильмах Капура, где он выступал уже только как режиссёр, главными здесь являются женские образы, сыгранные молодыми актрисами Падмини Колхапуре и Мандакини соответственно. Все главные мужские роли в этих фильмах сыграны родственниками режиссёра — его сыном Риши («Бобби» и «Любовный недуг»), братом Шаши («Истина, любовь и красота») и сыном Радживом («Ганг, твои воды замутились»)
Последним и незаконченным фильмом режиссёра стала «Хенна» — история пакистанской девушки-мусульманки (Зеба Бахтияр), полюбившей спасенного ею индуса «с того берега» (Риши Капур). Как и многие ранние фильмы Капура, он снимался по сценарию Ходжи Ахмада Аббаса. Считается, что этой картиной Капур хотел не только сказать веское слово в защиту культурно-исторического единства Индийского субконтинента, объединяющего нынешние Пакистан, Индию и Бангладеш, но и вспомнить свою малую родину, Пешавар, ныне находящуюся на территории Пакистана.
Капур умер от осложнений, связанных с астмой, в Дели, через месяц после вручения ему Президентом Индии премии Дадасахеба Фальке, присуждаемой лучшим кинематографистам Индии. Смерть Капура в 1988 году была воспринята в Индии как национальная трагедия.

## Потомки
Радж Капур, наряду со своими братьями Шаши и Шамми, представляет собой второе поколение актёрской династии Капур. Трое его сыновей (Рандхир, Риши, Раджив) также стали актёрами. Наибольший успех выпал на долю среднего из братьев — Риши Капура, блиставшего в романтических ролях, а в дальнейшем знаменитого характерными ролями. Правнучками основателя династии Капуров — Притхвираджа Капура (1906—1972) и внучками Раджа Капура являются индийские киноактрисы Каришма и Карина Капур, дочери Рандхира Капура. С 2008 года свой путь в индустрии кино начал сын Риши Капура — Ранбир Капур, названный именем великого деда. Его актёрский послужной список насчитывает два десятка фильмов. Критиками и зрителями отмечено великолепное исполнение главных ролей в фильмах «Рок-звезда» (2011), «Барфи» (2012), «Санджай» (2018). Другой внук Раджа Капура — Никхил Нанда — индустриалист, руководитель крупной промышленной компании в Дели. Он женат на дочери актёра Амитабха Баччана. Младшие внуки Раджа Капура — Арман и Адар Джайны, также снимаются в кино.

## Популярность
Радж Капур — один из самых популярных актёров за всю историю кино. Он получил признание как критиков, так и простых людей. Но если критики, историки кино и искусствоведы больше интересуются режиссёрскими работами Капура, то «простые люди» помнят и любят его прежде всего как актёра, причём зачастую как актёра необычайно широкого диапазона — от клоунады до трагедии. Особое место в его искусстве занимал образ бродяги, нищего юноши с большими амбициями и чистой душой. Именно с этим образом ассоциируется Радж Капур в сознании миллионов. На родине, в Индии, Радж был и остается культовой фигурой, имеет невероятное число наград, признан «шоуменом тысячелетия» и почитается как один из пионеров и классиков индийского кино эпохи его золотого века. Периодически в Индии и других странах проводятся ретроспективные показы фильмов Капура, они регулярно демонстрируются по индийскому телевидению. Популярность сохраняют и песни из фильмов Капура разных лет (в свое время альбомы к фильмам «Сезон дождей», «Господин 420», «Сангам» и «Бобби» были самыми продаваемыми в своем десятилетии): их исполняют многие современные певцы. В пятидесятые годы в СССР, как и в некоторых странах Восточной Европы, в Китае и на Ближнем Востоке, Радж Капур, как и его соратница Наргис, пользовался необыкновенной популярностью. Всенародная любовь к Капуру обрела в СССР характер «капуромании»: широко распространялись самодельные фотографии Капура и самиздатовские пластинки на рентгеновских снимках с песнями из «Бродяги» и «Господина 420». Его персональная известность способствовала чрезвычайному росту популярности индийского кино в СССР. На его фильмах были аншлаги, поклонники осаждали кинотеатры, на «Бродягу», а затем на «Господина 420» невозможно было достать билеты даже при повторных прокатах. После одного из специальных показов «Бродяги» в кинотеатре «Ударник» в Москве поклонники Капура пронесли его автомобиль на руках от кинотеатра до гостиницы.

## Награды
представлен неполный список наград
Filmfare Awards:
- 1959 — за лучшую мужскую роль — «Простофиля»
- 1960 — за лучшую мужскую роль — «В стране, где течёт Ганг»
- 1964 — за лучшую режиссуру — «Сангам»
- 1970 — за лучшую режиссуру — «Моё имя — клоун»
- 1982 — за лучшую режиссуру — «Любовный недуг»
- 1982 — за лучший фильм — «Любовный недуг»
- 1985 — за лучший фильм — «Ганг, твои воды замутились»
- 1985 — за лучшую режиссуру — «Ганг, твои воды замутились»

Национальная кинопремия (Индия):
- 1955 — за лучший фильм на хинди — «Господин 420»
- 1960 — за лучший фильм на хинди — «В стране, где течёт Ганг»

Премия ассоциации бенгальских журналистов:
- 1964 — за лучшую режиссуру — «Сангам»
- 1964 — за лучший индийский фильм — «Сангам»
- 1964 — за лучший монтаж — «Сангам»
- 1967 — за лучшую мужскую роль — «Третья клятва»
- 1971 — за лучшую мужскую роль — «Моё имя — клоун»
- 1971 — за лучшую режиссуру — «Моё имя — клоун»

Государственные награды:
- 1971 — Падма Бхушан
- 1987 — Премия имени Дадасахеба Фальке

Международные премии:
- 1957 — Хрустальный глобус на кинофестивале в Карловых Варах — «Бодрствуйте!»

## Фильмография

### Актёр
- 1935 — Революция / Inquilab
- 1943 — Gauri
- 1943 — Hamari Baat
- 1946 — Valmiki
- 1947 — Голубой лотос / Neel Kamal
- 1947 — Chittor Vijay
- 1947 — Dil-Ki-Rani
- 1947 — Jail Yatra
- 1948 — Amar Prem
- 1948 — Гопинатх / Gopinath
- 1948 — Испепеляющая страсть / Aag
- 1949 — Сезон дождей / Barsaat
- 1949 — Andaz
- 1949 — Parivartan
- 1949 — Sunehre Din
- 1950 — Banwra
- 1950 — Bawre Nain
- 1950 — Dastan
- 1950 — Pyaar
- 1950 — Jan Pahchan
- 1950 — Sargam
- 1951 — Бродяга / Awaara
- 1952 — Ashiana
- 1952 — Anhonee
- 1952 — Amber
- 1952 — Bewafa
- 1953 — Дыхание любви / Aah
- 1953 — Dhoon
- 1953 — Paapi
- 1955 — Господин 420 / Shree 420
- 1956 — Тайком от всех / Chori Chori
- 1956 — Бодрствуйте! / Jagte Raho!
- 1957 — Sharada
- 1958 — Parvarish
- 1958 — Phil Subha Hogi
- 1959 — Простофиля / Anari
- 1959 — Char Dil Char Raahein
- 1959 — Kanhaiya
- 1959 — Игры судьбы / Main Nashe Men Hoon
- 1960 — Chhalia
- 1960 — В стране, где течет Ганг / Jis Desh Men Ganga Behti Hai
- 1960 — Shriman Satyawadi
- 1961 — Nazrana
- 1962 — Aashiq
- 1963 — Dil Hi To Hai
- 1963 — Ek Dil Sau Afsane
- 1964 — Сангам / Sangam
- 1964 — Dulha Dulhan
- 1966 — Третья клятва / Teesri Kasam
- 1967 — Diwana
- 1967 — Вокруг света / Around the World
- 1968 — Продавец мечты / Sapnon Ka Saudagar
- 1970 — Моё имя Клоун / Mera Naam Joker
- 1971 — Река времени / Kal Aaj Aur Kal
- 1973 — Mera Desh Mera Dharam
- 1975 — Do Jasoos
- 1975 — Перехитрить судьбу / Dharam Karam
- 1976 — Khaan Dost
- 1977 — Chandi Sona
- 1978 — Naukri
- 1978 — Истина, любовь и красота / Satyam Shivam Sundaram
- 1980 — Абдулла / Abdullah
- 1982 — Vakil Babu
- 1982 — Gopichand Jasoos
- 1984 — Kim

### Камео
- 1954 — Чистильщики обуви / Boot Polish
- 1981 — Судьба / Naseeb
- 1987 — Радж Капур
- 1989 — Ишвар — добрая душа / Eeshwar

### Сценарист
- 1985 — Ганг, твои воды замутились / Ram Teri Ganga Maili

### Режиссёр
- 1948 — Испепеляющая страсть / Aag
- 1949 — Сезон дождей / Barsaat
- 1951 — Бродяга / Awaara
- 1955 — Господин 420 / Shree 420
- 1964 — Сангам / Sangam
- 1970 — Моё имя Клоун / Mera Naam Joker
- 1973 — Бобби / Bobby
- 1978 — Истина, любовь и красота / Satyam Shivam Sundaram
- 1982 — Любовный недуг / Prem Rog
- 1985 — Ганг, твои воды замутились / Ram Teri Ganga Maili
- 1991 — Хенна / Henná (закончен братьями Раджа Капура)

### Продюсер
- 1948 — Испепеляющая страсть / Aag
- 1949 — Сезон дождей / Barsaat
- 1951 — Бродяга / Awaara
- 1953 — Дыхание любви / Aah
- 1954 — Чистильщики обуви / Boot Polish
- 1955 — Господин 420 / Shree 420
- 1956 — Бодрствуйте! или  / Jagte Raho!
- 1957 — Дели уже близко / Ab Dilli Dur Nahin
- 1960 — В стране, где течёт Ганг / Jis Desh Men Ganga Behti Hai
- 1964 — Сангам / Sangam
- 1970 — Моё имя Клоун / Mera Naam Joker
- 1971 — Река времени / Kal Aaj Aur Kal
- 1973 — Бобби / Bobby
- 1975 — Перехитрить судьбу / Dharam Karam
- 1978 — Истина, любовь и красота / Satyam Shivam Sundaram
- 1981 — Любимая жена / Biwi-O-Biwi
- 1982 — Любовный недуг / Prem Rog